# Comté de Raga
Pour les articles homonymes, voir Raga.
Le comté de Raga est un comté du Bahr el Ghazal occidental au Soudan du Sud. 
Il s'agit du plus large comté du pays. 
Sa population est de 77 203 habitants en 2017. 

## Localités
- Raga
- Sopo